# قطعنامه ۱۸۸۹ شورای امنیت
قطعنامه ۱۸۸۹ شورای امنیت سازمان ملل متحد که در تاریخ ۰۵ اکتبر ۲۰۰۹ تصویب شد، سندی بین‌المللی دربارهٔ زنان و صلح و امنیت است. این قطعنامه طی نشست ۶۱۹۶ام با ۱۵ رای موافق، ۰ مخالف و ۰ ممتنع تصویب شد.